# كايلي دوارتي
كايلي دوارتي (بالإنجليزية: Kylie Duarte)‏ هي متزلجة فنية أمريكية، ولدت في 23 أبريل 1993 في ونسوكت في الولايات المتحدة.

## وصلات خارجية
- كايلي دوارتي على موقع الاتحاد الدولي للتزلج (الإنجليزية)